# Hathorhetep
Hathorhetep (auch Hat-Hor-hetep) war eine altägyptische Königstochter vom Ende der 12. oder aus der 13. Dynastie.
Hathorhetep ist mit Sicherheit nur von dem Bruchstück eines Kanopenkruges bekannt, das sich in der Pyramide von Amenemhet III. in Dahschur fand. Nachdem es bei dem Bau der Pyramide Probleme gab, ist sie als königliche Pyramide aufgegeben worden und es sind hier Bestattungen von Königinnen und Königstöchtern vorgenommen worden. Wegen des Fundorts in der Pyramide wurde zunächst vermutet, dass Hathorhetep unter Amenemhet III. datiert und eine seiner Töchter war. Die Inschriften auf dem Kanopenfragment zeigen jedoch verstümmelte Hieroglyphen, was eine Datierung ganz an das Ende seiner Regierungszeit oder sogar später andeutet, womit sie vielleicht keine seiner Töchter war.